# Никола Боев
Никола Боев е български книжар, учител и общественик. Роден е в село Малко Кадиево, Старозагорско, но по-голямата част от живота си прекарва в гр. Айтос. Постъпва опълченец в 4-та рота на Осма опълченска дружина на 10.08.1877 г. и участва в битката при Стара Загора]]. След Освобождението заживява в Айтос, а айтозлии засвидетелстват своето уважение към неговата саможертва като издълбават името му на мраморна плоча на сградата на училището в църковния двор.  В някогашното трикласно училище той е един от първите учители след 1897 г.. Той е първият председател на основаното в 1903 г. туристическо дружество „Чудни скали“ в града. Агент е на застрахователното дружество „България“ в Айтос. Умира в 1922 г. Баща е на книжаря и издателя Крум Боев. В църквата „Св. вмчн Димитрий“ в центъра на града за него и още четирима айтозлии по повод половин-вековния юбилей от Освобождението на България през 1928 г. е поставена паметна плоча. По-късно паметната плоча е преместена на източната стена на новото училище, в стария черковен двор с нова дата „6.II.1928 г., Айтос“.)